# Edzard Moritz zu Innhausen und Knyphausen
Edzard Moritz Freiherr zu Innhausen und Knyphausen, seit 1816 Graf (* 10. März 1748 Lütetsburg; † 29. Januar 1824 ebenda) war Präsident der Ostfriesischen Landschaft.

## Leben
Seine Eltern waren Carl Philipp zu Innhausen und Knyphausen (1711–1784) und Sophie Charlotte von Wedel-Jarlsberg (* 28. September 1708; † 6. Dezember 1765). Er wurde von Privatlehrern zu Hause unterrichtet. Im Jahr 1764 schrieb er sich an der Universität Halle ein und studierte dort bis 1769. Er ging in jenem Jahr als Offizier zur Preußischen Armee und kam
in das Infanterieregiment Nr. 24 in Frankfurt an der Oder. Seine Hoffnung auf einen raschen Aufstieg in der Armee erfüllte sich nicht und so ging er 1776 zurück nach Ostfriesland. Er übernahm das Rittergut Arle und war Vertreter der Ritterschaft in der ostfriesischen Landschaft und seit 1777 ihr Präsident. 1786 wurde er zum preußischen Geheimrat und Drost von Emden ernannt.
Im Jahr 1789 starb sein älterer Bruder Georg Anton Wilhelm (1744–1789). Er erbte damit den Familienfideikommiss Lütetsburg. Dort realisierte er den noch bestehenden bedeutenden Landschaftsgarten. Seine Stelle in der Landschaft übergab er seinem jüngeren Bruder Carl Gustav (1749–1841), der von 1790 bis 1806 Präsident der Ostfriesischen Landschaft wurde. Edzard wurde 1795 als Senior der Ritterschaft Präsident der Landschaft.
In der Zeit des Königreichs Holland war er Mitglied der gesetzgebenden Kammer und konnte die Kontributionen von zwei auf eine Million holländische Gulden reduzieren. Mit dem Ende des Königreiches 1808 wurde er mit dem Unionsorden geehrt, blieb weiter Mitglied der gesetzgebenden Kammer, zog sich aber immer weiter aus dem öffentlichen Leben zurück.
Als 1813 Ostfriesland wieder von Preußen besetzt wurde, war er Mitglied der Generalkommission zur Errichtung einer Landwehr. 1815 kam Ostfriesland nun zum Königreich Hannover, der König erhob Knyphausen und seine Nachkommen in den Grafenstand. Im Jahr 1822 wurde er zudem Kommandeur des Guelphenordens.
Er starb im Januar 1824.

## Familie
Edzard Moritz war zweimal verheiratet. Seine erste Frau war Sophie Juliane von Closter (* 28. August 1757; † 23. Dezember 1793), Tochter von Gerhard Siegmund von Closter (1718–1779) und Juliane Sophie Elisabeth von Kalckreuth (1737–1823). Das Paar hatte sechs Kinder, darunter:
- Sophie Charlotte Emilie (* 8. Juni 1782; † 25. August 1852) ⚭ Graf Christian Erhard von Holstein-Ledreborg (* 29. November 1778; † 5. Juli 1853)
- Carl Wilhelm Georg (* 11. September 1784; † 6. Juli 1860) ⚭ Gräfin Luise Sophie Charlotte Friederike von Kielmansegg (* 15. April 1798; † 25. April 1874) (Eltern von Edzard zu Innhausen und Knyphausen)
- Henriette Friederike Magdalene (* 29. Januar 1791; † 5. November 1866) ⚭ Graf Jens Christian Krag-Juel-Vind-Frijs (* 12. Februar 1779; † 11. November 1860)
- Anton Franz  (* 26. August 1792; † 12. Juli 1875) ⚭ Elisabeth Freiin zu Innhausen und Knyphausen (* 7. September 1800; † 28. Juni 1848) (Tochter von Karl Gustav)
- Tido Ernst Wilhelm  (* 14. Dezember 1793; † 25. März 1865), unvermählt, auf Herrenbehr; wie sein nächstälterer Bruder Zögling[1] an der Ritterakademie Brandenburg

Seine zweite Frau wurde 1795 Gräfin Sophia Charlotte Hedwig von Holstein-Ledreborg (* 13. Februar 1771; † 18. Dezember 1854) Tochter von Christian von Holstein-Ledreborg (* 10. Mai 1735; † 15. Juni 1799) und seiner Schwester Charlotte zu Innhausen und Knyphausen (1741–1809).

## Ehrungen
Zu seinen Ehren wurde auf Norderney die Knyphausenstraße nach ihm benannt.